# Сім антипартизанських наступів
Сім антипартизанських наступів у Югославії (серб. Седам непријатељских офанзива) — в історіографії СФРЮ умовна назва семи найбільших операцій Вермахту проти сил опору на території Югославії у роки Другої світової війни. 
- Перший антипартизанський наступ (серб. Прва непријатељска офанзива) — відбувався на території західної Сербії в 1941 році у дві фази: перша з 28 вересня по 25 жовтня, друга з 25 листопада по 30 грудня. Завершилась розгромом Ужицької республіки та відступом партизанів у Санджак.

- Другий антипартизанський наступ (серб. Друга непријатељска офанзива) — відбувався в січні 1942 року у східній Боснії. Був зірваний контрнаступом 1-ї пролетарської бригади. Були звільнені окремі населені пункти. Німцям не вдалось придушити партизанський рух.

- Третій антипартизанський наступ (серб. Трећа непријатељска офанзива) — ряд операцій німецьких та італійських військ, а також усташів та четників на території східної Боснії та Чорногорії з березня до середини червня 1942 року. Завершився перемогою країн Осі, але сприяв сплеску партизанського руху та створенню Народно-визвольної армії Югославії.

- Четвертий антипартизанський наступ (серб. Четврта непријатељска офанзива) — в югославській історіографії відомий як «Битва на Неретві», в німецькій - як Операція «Вайс» - відбувся на початку 1943 року на території Боснії та Хорватії. Завершився розгромом Біхачцької партизанської республіки, проте німці не змогли знищити основні сили НВАЮ.

- П'ятий антипартизанський наступ (серб. Пета непријатељска офанзива) — в югославській історіографії відомий як «Битва на Сутьєсці», в німецькій - як Операція «Шварц» - відбувався з 15 травня до 15 червня 1943 року в Боснії. Ціною великих втрат партизани змогли зупинити німецький наступ, що стало переломним моментом у війні.

- Шостий антипартизанський наступ (серб. Шеста непријатељска офанзива) — в німецькій історіографії відома як Операція «Кугельбліц» - ряд операцій, що відбувались з серпня 1943 року до початку 1944 року. Німцям не вдалось здійснити свої плани

- Сьомий антипартизанський наступ (серб. Седма непријатељска офанзива) — ряд операцій, що проводились з березня по серпень 1944 року, основна з яких - Операція «Рессельшпрунг», метою якої було вбивство Йосипа Броз Тіто. Незважаючи на ряд локальних успіхів, німцям не вдалось знищити Тіто.

Термін «Сім антипартизанських наступів» є не зовсім коректним з точки зору історичної науки, оскільки ряд операцій були розтягнуті у часі, складались з декількох частин. Деякі військові частини Вермахту в ході операцій передислоковувались на інші частини окупованих територій. 
В культурі СФРЮ термін використовувався як синонім національної єдності та національно-визвольної боротьби у ході Другої світової війни.
В 1964 Бранко Чопіч (серб. Бранко Ћопић) написав роман «Восьмий наступ», присвячений відновленню Югославії після війни. В 1979 році в Сараєво був знятий однойменний фільм за цією книгою.